# 埃斯坎布雷叛乱
埃斯坎布雷叛乱是一场发生于1959年—1965年的武装冲突，地点位于古巴埃斯坎布雷山脉，其间多个叛乱团体与菲德尔·卡斯特罗领导的古巴政府作战。古巴政府称针对这场叛乱的军事行动为反对土匪斗争（西班牙語：Lucha Contra Bandidos，缩写为LCB）。
叛军由前巴蒂斯塔政权的士兵、当地农民以及在古巴革命期间曾与卡斯特罗并肩作战的前游击队员组成。最终结果是古巴政府军于1965年消灭所有叛乱分子。